# Piranhas

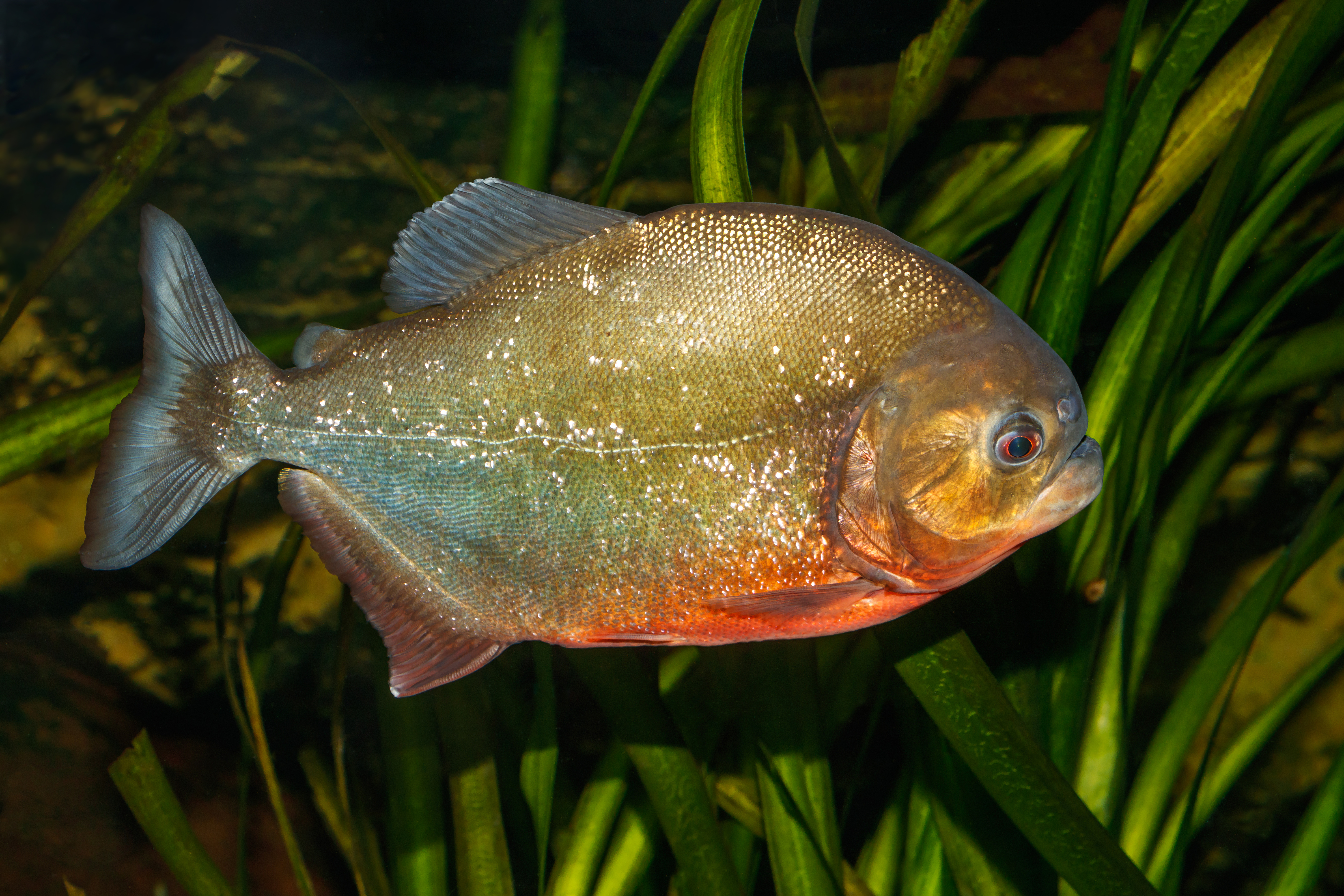
Roter Piranha (Pygocentrus nattereri)

Zu den Piranhas (Plural von Piranha [piˈranja], Tupí-Guaraní, bestehend aus pirá für „Fisch“ und anha für „Zahn“) werden fünf Fischgattungen aus der Familie der Sägesalmler (Serrasalmidae) gezählt. Es handelt sich um zumeist räuberische Fische, die in den tropischen Süßgewässern Südamerikas vorkommen.
Piranhas sind zumeist hochrückige, seitlich stark abgeflachte Schwarmfische mit sehr scharfen Zähnen. Die Rückenflosse ist oft verhältnismäßig lang. Sie erreichen eine Größe von etwa 15 bis 40 Zentimetern.
Piranhas besitzen ein ausgeprägtes Schwarmverhalten. Bei Einzeltieren konnten Panikreaktionen und Stress nachgewiesen werden, während Piranhas in der Gruppe diese Phänomene auch bei der Nähe eines Feindes nur in geringem Maße zeigen.
Die Lebenserwartung der Piranhas beträgt etwa 15 Jahre. Allerdings können im Aquarium gehaltene Piranhas über 30 Jahre alt werden.

## Systematik
Ursprünglich wurden alle Piranhas der Gattung Serrasalmus zugeordnet. Die heute existierenden fünf Piranha-Gattungen bilden innerhalb der Sägesalmler (Serrasalmidae) zusammen eine monophyletische Klade, die allerdings erst jüngst erkannt wurde und noch keinen wissenschaftlichen Namen hat.

### Gattungen und Arten

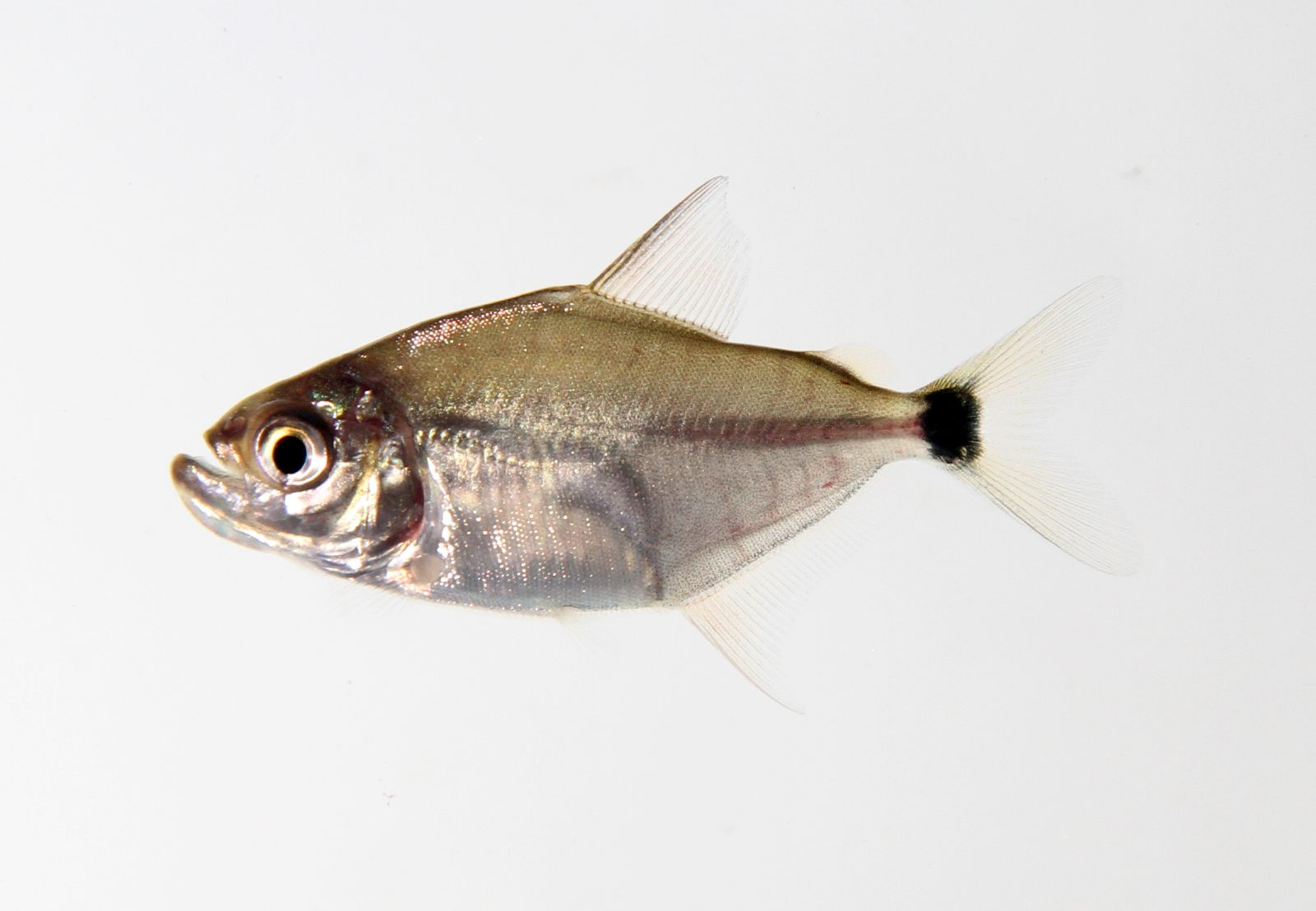
Wimpelpiranha (Catoprion sp.)

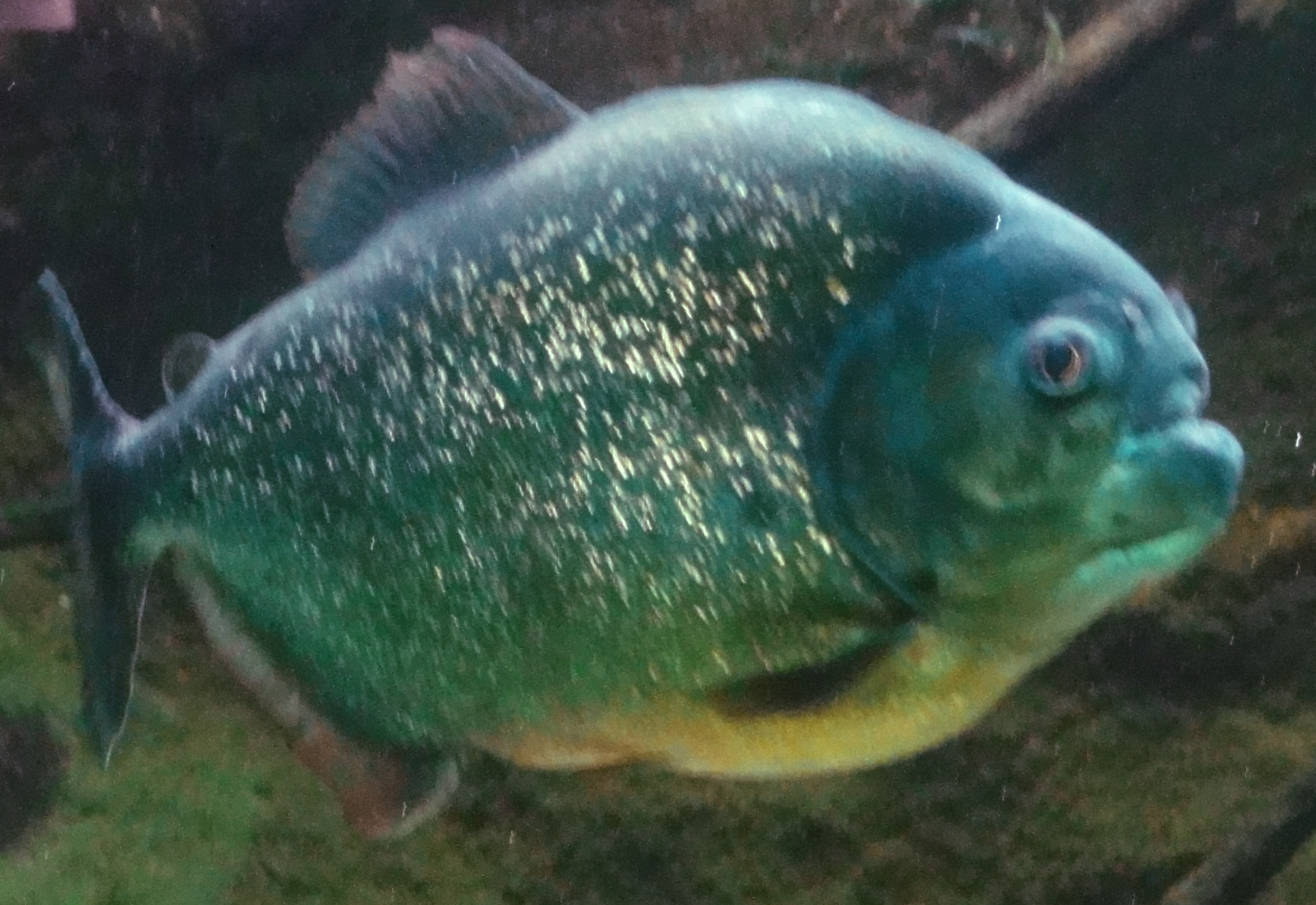
Piraya (Pygocentrus piraya)

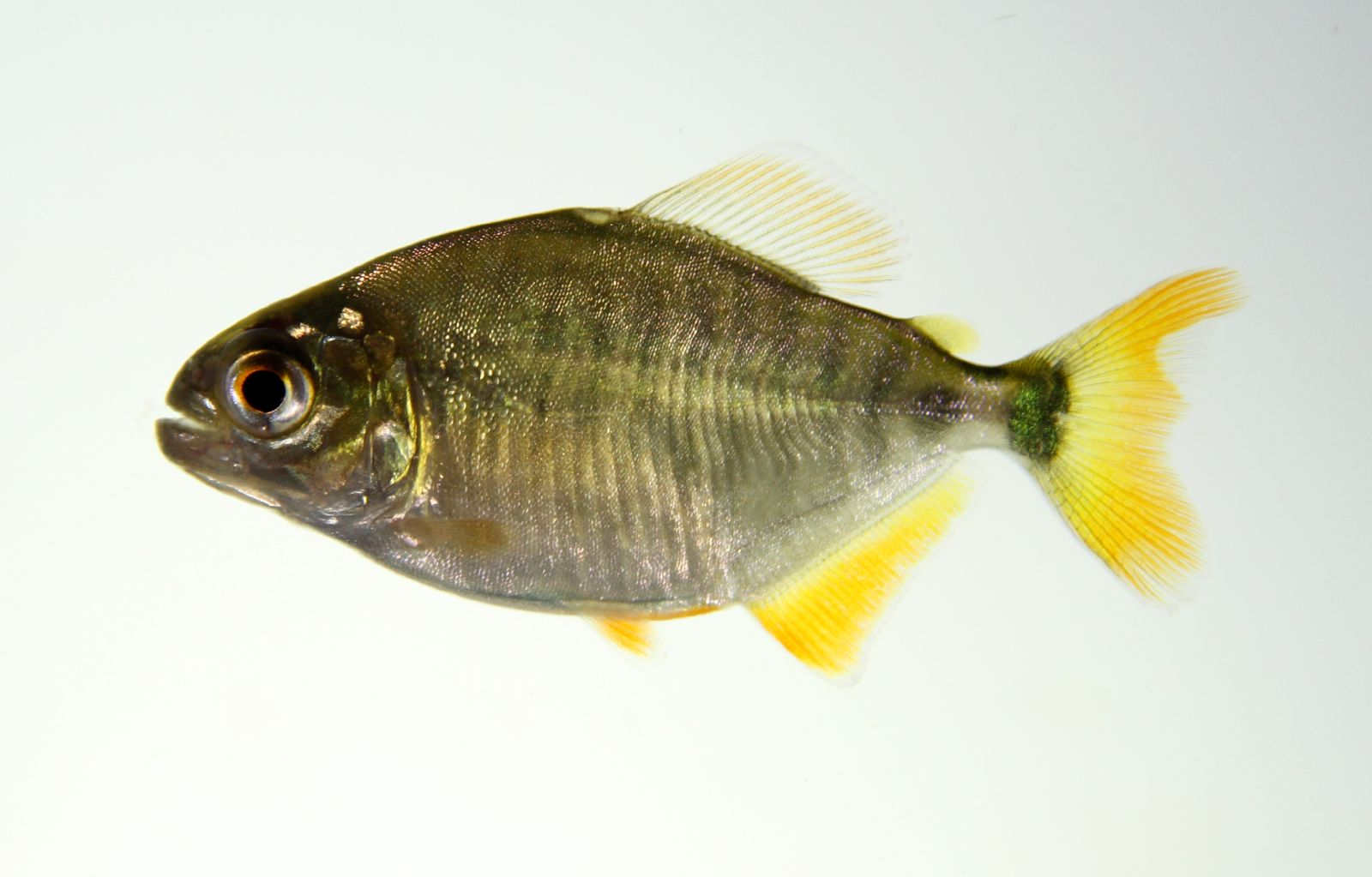
Pygopristis denticulata

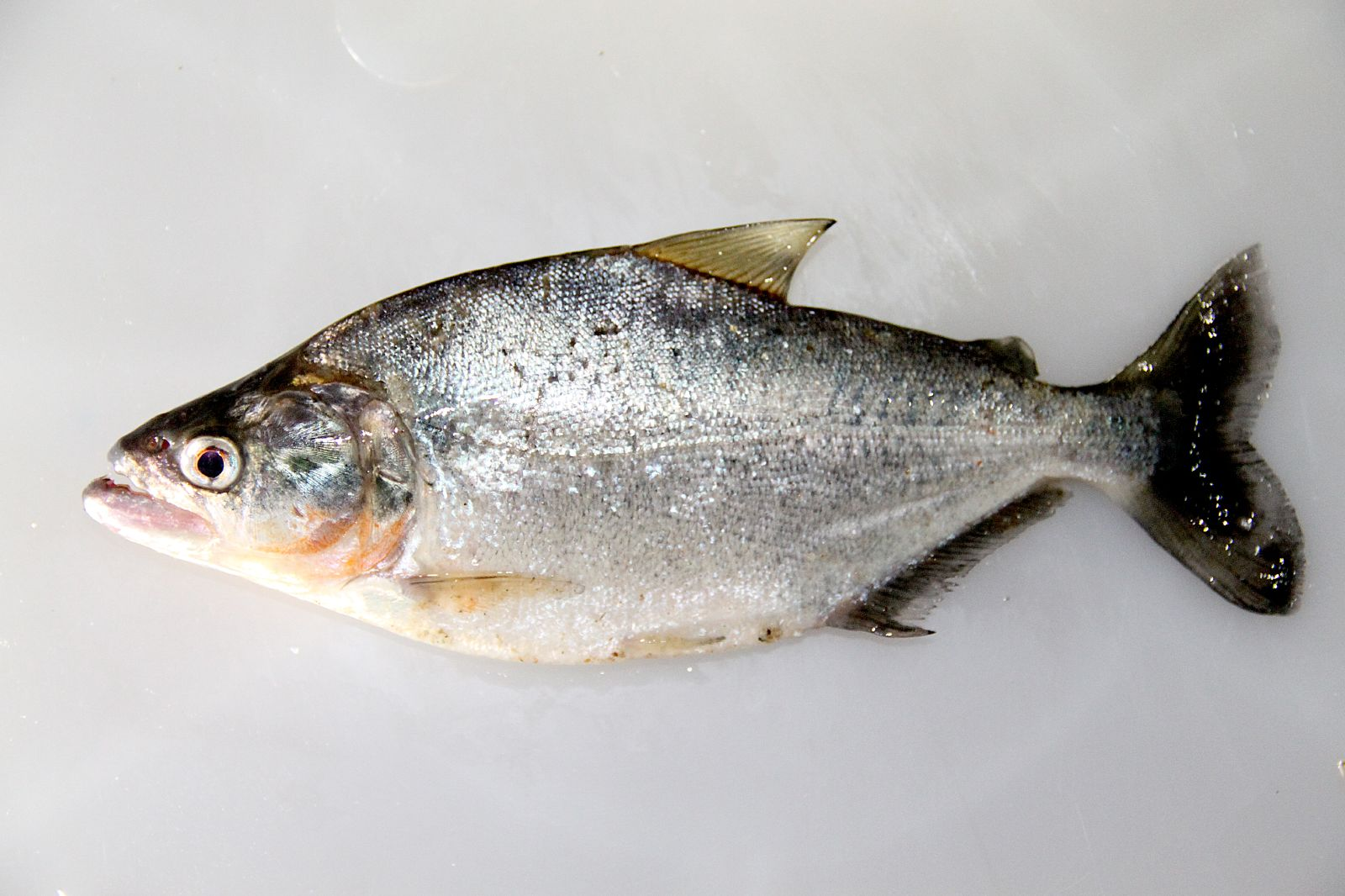
Serrasalmus elongatus

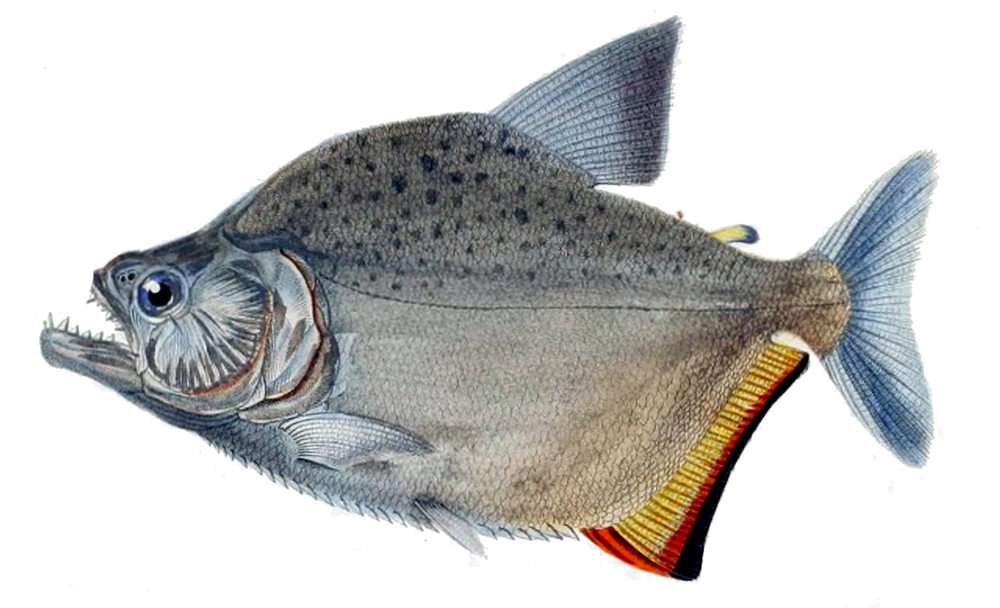
Serrasalmus marginatus

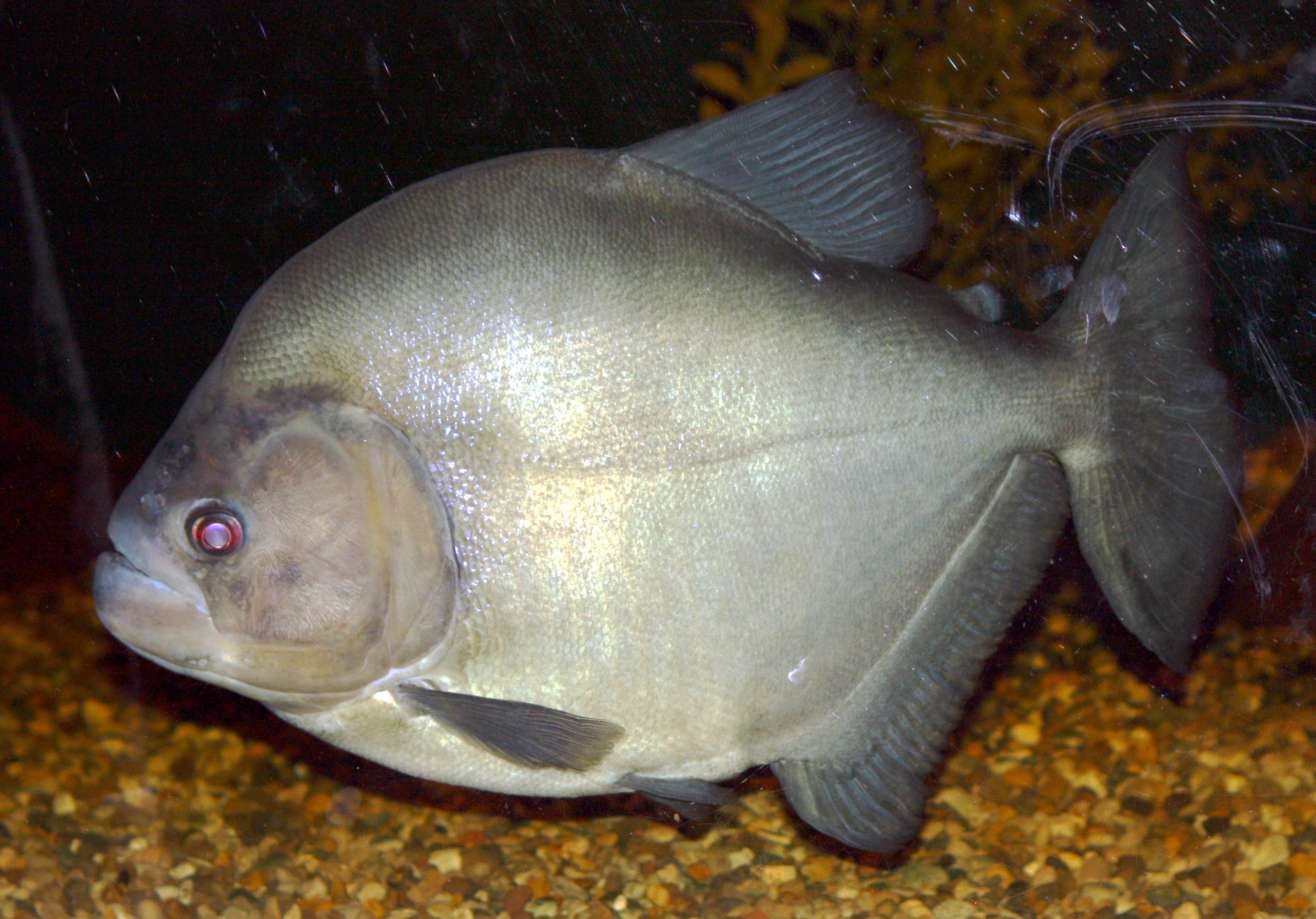
Serrasalmus rhombeus

- Wimpelpiranhas Catoprion Müller & Troschel, 1844[3]
  - Catoprion absconditus Mateussi et al., 2020
  - Catoprion mento (Cuvier, 1819)
- Megapiranha Cione et al., 2009, nur eine Art
  - Megapiranha paranensis Cione et al., 2009, ausgestorben (oberes Miozän)
- Pristobrycon Eigenmann, 1915 (Carabitos)[4], relativ seltene und weniger aggressive Piranha-Arten im Unter- und Mittellauf des Amazonas, Guayana-Region und dem Orinocodelta
  - Pristobrycon aureus (Spix & Agassiz, 1829)
  - Schlusslichtpiranha (Pristobrycon calmoni Steindachner, 1908)
  - Pristobrycon careospinus Fink & Machado-Allison, 1992
  - Pristobrycon maculipinnis Fink & Machado-Allison, 1992
  - Pristobrycon striolatus (Steindachner, 1908)
- Pygocentrus[5]
  - Pygocentrus cariba (Humboldt in Humboldt & Valenciennes, 1821)
  - Roter Piranha (Pygocentrus nattereri Kner, 1858)
  - Pygocentrus palometa Valenciennes, 1850 (Nomen dubium)
  - Piraya (Pygocentrus piraya Cuvier, 1819)
- Pygopristis Müller & Troschel, 1844 (nur eine Art)
  - Pygopristis denticulata (Cuvier, 1819)[6]
- Serrasalmus Lacepède, 1803 (Pirambebas) mit derzeit 31 Arten[7] die artenreichste Gattung (Stand: August 2014), Untergattung Taddyella charakterisiert durch konvexe Kopf-Körper-Umrisslinie
  - Serrasalmus altispinis Merckx, Jégu & Santos, 2000
  - Serrasalmus altuvei (Ramirez, 1965)
  - Pirambeba (Serrasalmus brandtii Lütken, 1875)
  - Serrasalmus compressus Jégu, Leão & Santos, 1991
  - Serrasalmus eigenmanni (Norman, 1929), Vorkommen: Essequibo, Potaro, Rio Tampoc in der Guayana-Region
  - Serrasalmus elongatus Kner, 1858
  - Serrasalmus geryi Jégu & Santos, 1988
  - Serrasalmus gibbus Castelnau, 1855
  - Serrasalmus gouldingi Fink & Machado-Allison, 1992
  - Serrasalmus hastatus Fink & Machado-Allison, 2001
  - Serrasalmus hollandi (Eigenmann, 1915)
  - Serrasalmus humeralis Valenciennes, 1850
  - Serrasalmus irritans Peters, 1877
  - Serrasalmus maculatus Kner, 1858
  - Serrasalmus manueli (Yepez, Ramirez, 1967)
  - Serrasalmus marginatus Valenciennes, 1837
  - Serrasalmus medinai (Ramirez, 1965)
  - Serrasalmus nalseni Fernández-Yépez, 1969
  - Serrasalmus neveriensis Machado-Allison, Fink, López Rojas & Rodenas, 1993
  - Serrasalmus nigricans (Spix & Agassiz, 1829)
  - Serrasalmus odyssei Hubert & Renno, 2010
  - Schwarzer Piranha (Serrasalmus rhombeus Linnaeus, 1766)
  - Serrasalmus sanchezi Géry, 1964
  - Serrasalmus scapularis (Günther, 1929), Vorkommen: Rio Essequibo
  - Serrasalmus serrulatus (Valenciennes, 1850)
  - Schwarzband-Sägesalmler (Serrasalmus spilopleura Kner 1858)[8]

Die Verwandtschaftsbeziehungen der einzelnen Gattungen zueinander zeigt das folgende Kladogramm. Die Schwestergruppe der Piranhas ist die Gattung Metynnis.
|  | Pristobrycon                                                                    |
|  |                                                                                 |
|  | \| \| Wimpelpiranha (Catoprion mento) \| \| \| \| \| \| Pygopristis \| \| \| \| |
|  |                                                                                 |
|  | Wimpelpiranha (Catoprion mento)                                                 |
|  |                                                                                 |
|  | Pygopristis                                                                     |
|  |                                                                                 |

|  | Wimpelpiranha (Catoprion mento) |
|  |                                 |
|  | Pygopristis                     |
|  |                                 |

|  | Klade B 1 (S. brandtii, S. maculatus, S. manueli, S. medinai) |
|  | |
|  | \| \| Klade B 2 (S. compressus, S. geryi, S. hastatus, S. hollandi, S. marginatus, S. rhombeus, S. sanchezi) \| \| \| \| \| \| Klade B 3 (S. eigenmanni, S. gouldingi, S. elongatus, S. spilopleura, S. serrulatus) \| \| \| \| |
|  | |
|  | Klade B 2 (S. compressus, S. geryi, S. hastatus, S. hollandi, S. marginatus, S. rhombeus, S. sanchezi) |
|  | |
|  | Klade B 3 (S. eigenmanni, S. gouldingi, S. elongatus, S. spilopleura, S. serrulatus) |
|  | |

|  | Klade B 2 (S. compressus, S. geryi, S. hastatus, S. hollandi, S. marginatus, S. rhombeus, S. sanchezi) |
|  | |
|  | Klade B 3 (S. eigenmanni, S. gouldingi, S. elongatus, S. spilopleura, S. serrulatus)                   |
|  | |

|  | Klade B 1 (S. brandtii, S. maculatus, S. manueli, S. medinai) |
|  | |
|  | \| \| Klade B 2 (S. compressus, S. geryi, S. hastatus, S. hollandi, S. marginatus, S. rhombeus, S. sanchezi) \| \| \| \| \| \| Klade B 3 (S. eigenmanni, S. gouldingi, S. elongatus, S. spilopleura, S. serrulatus) \| \| \| \| |
|  | |
|  | Klade B 2 (S. compressus, S. geryi, S. hastatus, S. hollandi, S. marginatus, S. rhombeus, S. sanchezi) |
|  | |
|  | Klade B 3 (S. eigenmanni, S. gouldingi, S. elongatus, S. spilopleura, S. serrulatus) |
|  | |

|  | Klade B 2 (S. compressus, S. geryi, S. hastatus, S. hollandi, S. marginatus, S. rhombeus, S. sanchezi) |
|  | |
|  | Klade B 3 (S. eigenmanni, S. gouldingi, S. elongatus, S. spilopleura, S. serrulatus)                   |
|  | |

|  | Pristobrycon                                                                    |
|  |                                                                                 |
|  | \| \| Wimpelpiranha (Catoprion mento) \| \| \| \| \| \| Pygopristis \| \| \| \| |
|  |                                                                                 |
|  | Wimpelpiranha (Catoprion mento)                                                 |
|  |                                                                                 |
|  | Pygopristis                                                                     |
|  |                                                                                 |

|  | Wimpelpiranha (Catoprion mento) |
|  |                                 |
|  | Pygopristis                     |
|  |                                 |

|  | Klade B 1 (S. brandtii, S. maculatus, S. manueli, S. medinai) |
|  | |
|  | \| \| Klade B 2 (S. compressus, S. geryi, S. hastatus, S. hollandi, S. marginatus, S. rhombeus, S. sanchezi) \| \| \| \| \| \| Klade B 3 (S. eigenmanni, S. gouldingi, S. elongatus, S. spilopleura, S. serrulatus) \| \| \| \| |
|  | |
|  | Klade B 2 (S. compressus, S. geryi, S. hastatus, S. hollandi, S. marginatus, S. rhombeus, S. sanchezi) |
|  | |
|  | Klade B 3 (S. eigenmanni, S. gouldingi, S. elongatus, S. spilopleura, S. serrulatus) |
|  | |

|  | Klade B 2 (S. compressus, S. geryi, S. hastatus, S. hollandi, S. marginatus, S. rhombeus, S. sanchezi) |
|  | |
|  | Klade B 3 (S. eigenmanni, S. gouldingi, S. elongatus, S. spilopleura, S. serrulatus)                   |
|  | |

|  | Klade B 1 (S. brandtii, S. maculatus, S. manueli, S. medinai) |
|  | |
|  | \| \| Klade B 2 (S. compressus, S. geryi, S. hastatus, S. hollandi, S. marginatus, S. rhombeus, S. sanchezi) \| \| \| \| \| \| Klade B 3 (S. eigenmanni, S. gouldingi, S. elongatus, S. spilopleura, S. serrulatus) \| \| \| \| |
|  | |
|  | Klade B 2 (S. compressus, S. geryi, S. hastatus, S. hollandi, S. marginatus, S. rhombeus, S. sanchezi) |
|  | |
|  | Klade B 3 (S. eigenmanni, S. gouldingi, S. elongatus, S. spilopleura, S. serrulatus) |
|  | |

|  | Klade B 2 (S. compressus, S. geryi, S. hastatus, S. hollandi, S. marginatus, S. rhombeus, S. sanchezi) |
|  | |
|  | Klade B 3 (S. eigenmanni, S. gouldingi, S. elongatus, S. spilopleura, S. serrulatus)                   |
|  | |

|  | Pristobrycon                                                                    |
|  |                                                                                 |
|  | \| \| Wimpelpiranha (Catoprion mento) \| \| \| \| \| \| Pygopristis \| \| \| \| |
|  |                                                                                 |
|  | Wimpelpiranha (Catoprion mento)                                                 |
|  |                                                                                 |
|  | Pygopristis                                                                     |
|  |                                                                                 |

|  | Wimpelpiranha (Catoprion mento) |
|  |                                 |
|  | Pygopristis                     |
|  |                                 |

|  | Klade B 1 (S. brandtii, S. maculatus, S. manueli, S. medinai) |
|  | |
|  | \| \| Klade B 2 (S. compressus, S. geryi, S. hastatus, S. hollandi, S. marginatus, S. rhombeus, S. sanchezi) \| \| \| \| \| \| Klade B 3 (S. eigenmanni, S. gouldingi, S. elongatus, S. spilopleura, S. serrulatus) \| \| \| \| |
|  | |
|  | Klade B 2 (S. compressus, S. geryi, S. hastatus, S. hollandi, S. marginatus, S. rhombeus, S. sanchezi) |
|  | |
|  | Klade B 3 (S. eigenmanni, S. gouldingi, S. elongatus, S. spilopleura, S. serrulatus) |
|  | |

|  | Klade B 2 (S. compressus, S. geryi, S. hastatus, S. hollandi, S. marginatus, S. rhombeus, S. sanchezi) |
|  | |
|  | Klade B 3 (S. eigenmanni, S. gouldingi, S. elongatus, S. spilopleura, S. serrulatus)                   |
|  | |

|  | Klade B 1 (S. brandtii, S. maculatus, S. manueli, S. medinai) |
|  | |
|  | \| \| Klade B 2 (S. compressus, S. geryi, S. hastatus, S. hollandi, S. marginatus, S. rhombeus, S. sanchezi) \| \| \| \| \| \| Klade B 3 (S. eigenmanni, S. gouldingi, S. elongatus, S. spilopleura, S. serrulatus) \| \| \| \| |
|  | |
|  | Klade B 2 (S. compressus, S. geryi, S. hastatus, S. hollandi, S. marginatus, S. rhombeus, S. sanchezi) |
|  | |
|  | Klade B 3 (S. eigenmanni, S. gouldingi, S. elongatus, S. spilopleura, S. serrulatus) |
|  | |

|  | Klade B 2 (S. compressus, S. geryi, S. hastatus, S. hollandi, S. marginatus, S. rhombeus, S. sanchezi) |
|  | |
|  | Klade B 3 (S. eigenmanni, S. gouldingi, S. elongatus, S. spilopleura, S. serrulatus)                   |
|  | |

|  | Pristobrycon                                                                    |
|  |                                                                                 |
|  | \| \| Wimpelpiranha (Catoprion mento) \| \| \| \| \| \| Pygopristis \| \| \| \| |
|  |                                                                                 |
|  | Wimpelpiranha (Catoprion mento)                                                 |
|  |                                                                                 |
|  | Pygopristis                                                                     |
|  |                                                                                 |

|  | Wimpelpiranha (Catoprion mento) |
|  |                                 |
|  | Pygopristis                     |
|  |                                 |

|  | Klade B 1 (S. brandtii, S. maculatus, S. manueli, S. medinai) |
|  | |
|  | \| \| Klade B 2 (S. compressus, S. geryi, S. hastatus, S. hollandi, S. marginatus, S. rhombeus, S. sanchezi) \| \| \| \| \| \| Klade B 3 (S. eigenmanni, S. gouldingi, S. elongatus, S. spilopleura, S. serrulatus) \| \| \| \| |
|  | |
|  | Klade B 2 (S. compressus, S. geryi, S. hastatus, S. hollandi, S. marginatus, S. rhombeus, S. sanchezi) |
|  | |
|  | Klade B 3 (S. eigenmanni, S. gouldingi, S. elongatus, S. spilopleura, S. serrulatus) |
|  | |

|  | Klade B 2 (S. compressus, S. geryi, S. hastatus, S. hollandi, S. marginatus, S. rhombeus, S. sanchezi) |
|  | |
|  | Klade B 3 (S. eigenmanni, S. gouldingi, S. elongatus, S. spilopleura, S. serrulatus)                   |
|  | |

|  | Klade B 1 (S. brandtii, S. maculatus, S. manueli, S. medinai) |
|  | |
|  | \| \| Klade B 2 (S. compressus, S. geryi, S. hastatus, S. hollandi, S. marginatus, S. rhombeus, S. sanchezi) \| \| \| \| \| \| Klade B 3 (S. eigenmanni, S. gouldingi, S. elongatus, S. spilopleura, S. serrulatus) \| \| \| \| |
|  | |
|  | Klade B 2 (S. compressus, S. geryi, S. hastatus, S. hollandi, S. marginatus, S. rhombeus, S. sanchezi) |
|  | |
|  | Klade B 3 (S. eigenmanni, S. gouldingi, S. elongatus, S. spilopleura, S. serrulatus) |
|  | |

|  | Klade B 2 (S. compressus, S. geryi, S. hastatus, S. hollandi, S. marginatus, S. rhombeus, S. sanchezi) |
|  | |
|  | Klade B 3 (S. eigenmanni, S. gouldingi, S. elongatus, S. spilopleura, S. serrulatus)                   |
|  | |

## Verbreitung

Verbreitung der drei Pygocentrus-Arten

Verbreitung der Serrasalmus-Arten

Das Verbreitungsgebiet der Piranhas erstreckt sich vom Orinoco im Norden Südamerikas bis in die subtropischen Bereiche des Río Paraguay im Süden.
Von den derzeit rund 40 bekannten Arten sind 25 im Amazonasbecken beheimatet, 16 leben im Orinocogebiet, 9 finden sich in den Flüssen Guyanas, 8 im Paraguay-Paraná-Gebiet und lediglich 2 im Rio São Francisco. Einige Arten sind räumlich sehr weit verbreitet, wohingegen andere nur lokal vorkommen.
Oftmals sind mehrere Arten gleichzeitig im selben Gewässer zu finden, dabei ist es unerheblich, ob es sich um fließende oder stehende Gewässer handelt. Sieben unterschiedliche Piranha-Arten wurden etwa im  Cano Maporal, einem kleinen Fluss in Venezuela, beobachtet.
Piranhas als Aquarienfische werden manchmal in fremde Gewässer ausgesetzt, so wurden sie schon in der Hamburger Alster wie auch im rheinländischen Fluss Erft, der durch warmes Grundwasser, das sogenannte Sümpfungswasser aus dem Braunkohleabbau, gespeist wird, als „Exoten“ gefangen.
In den USA ist das Aussetzen von Piranhas gesetzlich verboten, da sich die Tiere in den warmen Gewässern Floridas oder Texas’ etablieren könnten. 1977 hat man beobachtet, dass sich Piranhas der Art Serrasalmus humeralis in einigen Gewässern Floridas vermehren. Diese Art kann Wassertemperaturen bis minimal 11 °C tolerieren. Daraufhin wurden diese Populationen nicht-einheimischer Fische mit Rotenon vernichtet.

## Lebensraum
Die meisten Piranha-Arten leben in den Weißwasserflüssen Südamerikas. Weißwasserflüsse sind sehr nährstoffreiche Fließgewässer, hell gefärbte Lehmwasserflüsse mit feinem suspendiertem Mineralanteil (Feinschluff und Ton), die Farbe reicht vom milchigen gelb-grau oder rötlich-bräunlich durch tropische Rotlehme und ausgeschwemmten Lateritböden. Die Masse des Wasserkörpers eines Weißwasser- oder Lehmwasserflusses ist dunkel oder völlig lichtlos. In den Randzonen der Várzeas setzen sich die Trübstoffe ab, so dass das Sonnenlicht mehrere Meter eindringen und das Wasser auf Temperaturen zwischen 26 und 30 °C aufheizen kann. Somit ist das Wachstum von Wasserpflanzen möglich, es entstehen tierische Nahrungsketten, an deren Spitze unter anderem die Piranhas als Raubfische stehen. Typische Weißwasserflüsse sind der Amazonas, Rio Solimões, Río Paraguay und Rio Paraná, in denen auch die größte Verbreitung von Piranha-Arten zu verzeichnen ist.
In Schwarzwasserflüssen, die durch starkes Eintrüben von organischem Material und Huminstoffen charakterisiert sind, wie dem Rio Negro, kommen Piranhas meist nur in Mischwasserzonen vor, wo aus Nebenflüssen Weißwasser in den Hauptstrom fließt.
Nährstoffreiche Klarwasserflüsse wie der Rio Xingu oder Rio Tapajós, die aufgrund ihrer starken Durchdringung von Sonnenlicht sehr artenreich sind, haben meist nur in der Mischwasserzone mit Weißwasserflüssen größere Piranha-Populationen. Piranhas halten sich dort meist nur in den trüben Mündungsbereichen auf, wo sich Weißwasser mit Klarwasser mischt.
Piranhaschwärme finden sich vermehrt in langsam fließenden Flussbereichen, in toten Flussarmen oder stehenden Gewässern, die nur periodisch bei Hochwasser mit dem Hauptstrom verbunden sind.
In gestauten Flussbereichen beobachtet man ein starkes Ansteigen der Piranhapopulation.

## Jagd

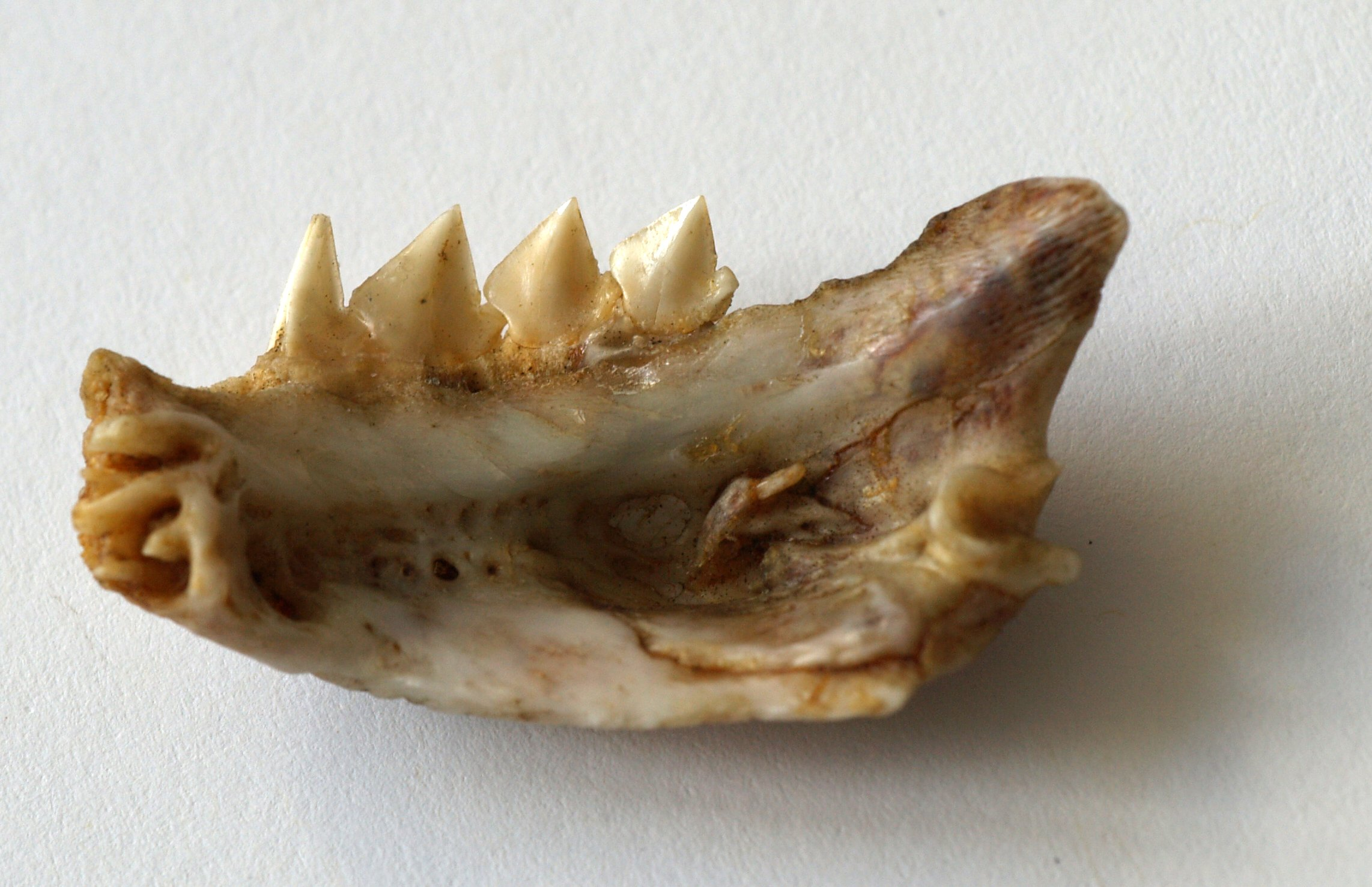
Unterkiefer von
Pygocentrus nattereri

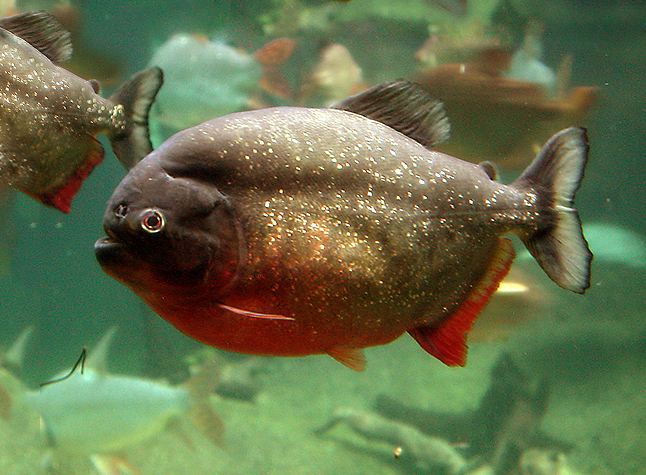
Roter Piranha

Es wird häufig beobachtet, dass kleinere Pirambeba-Rudel (Serrasalmus brandtii) in den Flüssen den größeren Piranhaschwärmen folgen und die Abfallprodukte der Raubfische fressen.
Sie jagen vor allem Fische und Krustentiere, greifen aber, besonders bei dichter Besiedelung, auch größere Wirbeltiere an, da sie aufgrund ihrer scharfen Zähne in der Lage sind, Fleischstücke aus der Beute herauszureißen.  Der Piranha fixiert zuerst die Beute, schießt dann auf sie zu und beißt zu. Anschließend kommt die Rüttelbewegung (wie bei Haien), um das Fleischstück zu lösen. Zum Schluss entfernt er sich von der Beute und schluckt.
In ihrer Heimat übernehmen sie in gewissem Maße die Rolle der „Gesundheitspolizei“. Somit erfüllen die Piranhas eine wichtige Funktion zugunsten des ökologischen Gleichgewichtes, weil durch das Vertilgen von Tierkadavern gefährliche Epidemien verhindert werden.
Dabei ist das Aggressionsverhalten der Tiere berüchtigt. Tatsächlich ist die in Abenteuerromanen und -filmen gezeigte Gefährlichkeit der Tiere jedoch maßlos übertrieben.
Zu den natürlichen Feinden der Piranhas zählen Amazonasdelfine, Kaimane, Greifvögel, große Raubfische wie der Arapaima, Riesenotter oder, bei verletzten Tieren, eben auch ihre eigenen Artgenossen.

## Brutverhalten
Piranhas üben eine intensive Brutpflege aus. Im trüben Weißwasser etwa wird der Laich gern zwischen Wasserpflanzen, teils bis dicht unter der Wasseroberfläche an den Wurzeln der Wasserhyazinthen deponiert. Nach dem Ende des Laichvorgangs übernimmt meist das Männchen die Verteidigung und Versorgung des Geleges und der Larven. Die Brutpflege endet mit der Schwimmfähigkeit der Jungfische.

## Gefährlichkeit
Im Gegensatz zu der Vielzahl an Geschichten zu Angriffen auf Menschen gibt es nur wenige wissenschaftliche Daten, die dieses Verhalten der Tiere belegen. Von den sehr wenigen Fällen, in denen Schwärme von Piranhas Menschen gefressen haben, sind im südlichen Brasilien drei belegt, bei denen die Menschen jedoch schon vorher an Herzversagen oder Ertrinken gestorben sind. Verletzungen bei Badenden kommen vor. Meist ist es ein einzelner Biss, im Allgemeinen durch Fische, die ihre Brut verteidigen. Jan H. Mol untersuchte 2006 in Suriname Unfälle zwischen Piranhas und Menschen. Untersucht wurden drei Regionen der Flüsse Suriname und Wayambo und es stellte sich heraus, dass die meisten Opfer Kinder waren, die beim Baden von größeren vereinzelten Exemplaren des Serrasalmus rhombeus in die Füße gebissen wurden. Angriffe mehrerer Fische auf Menschen kamen sehr selten vor. Beißattacken erfolgten nur vereinzelt, das Opfer wurde nicht weiter verfolgt. Charakteristisch war, dass fast alle Angriffe zur Trockenzeit und in von Essensresten, Fischabfällen und Blut verunreinigten Gewässerzonen stattfanden.

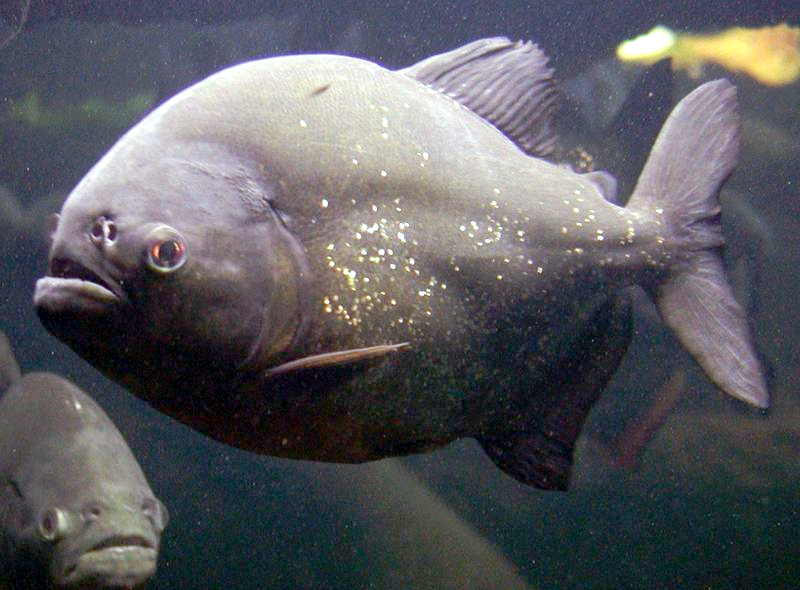
Piranha (Nahaufnahme)

Der Ursprung der vielfältigen und weitverbreiteten Vorurteile bezüglich der Piranhas ist bereits bei den ersten Forschern und Entdeckern zu suchen, die Südamerika bereist haben; Alexander von Humboldt, der Pygocentrus cariba 1821 zuerst beschrieb, fasste seine Charakterisierung folgendermaßen zusammen:

„Bei San Fernando auf dem Rio Apure. Am Morgen fingen unsere Indianer mit der Angel den Fisch, der hierzulande Caribe oder Caribito heißt. Er fällt die Menschen beim Baden und Schwimmen an und beißt ihnen oft ansehnliche Stücke Fleisch ab. Ist man anfangs auch nur unbedeutend verletzt, so kommt man doch nur schwer aus dem Wasser, ohne schwere Wunden davonzutragen. Gießt man ein paar Tropfen Blut ins Wasser, so kommen sie zu Tausenden herauf.“

Ähnlich äußerte sich etwa 100 Jahre später der ehemalige US-amerikanische Präsident Theodore Roosevelt über die Piranhas in seinem 1914 veröffentlichten Bericht über seine Entdeckungsreise durch den Regenwald Brasiliens: „Sie zerreißen und verschlingen bei lebendigem Leibe jeden verletzten Menschen und jedes verwundete Tier; denn Blut im Wasser bringt sie zur Raserei. “ Herbert R. Axelrod berichtet, dass der brasilianische Ichthyologe Miranda-Ribeiro dem amerikanischen Präsidenten bei seiner Reise durch den Mato Grosso 1913 ein besonderes Schauspiel bot.
Im nach ihm benannten Rio Roosevelt, einem Seitenfluss des Rio Aripuanã, welcher zum Flusssystem des Rio Madeira gehört, wurde ein Flussabschnitt mit Netzen abgeriegelt und mit unzähligen von Fischern gefangenen Roten Piranhas besetzt.
In diesen abgetrennten Gewässerabschnitt wurde eine verletzte Kuh hineingetrieben und von den tausenden durch die ungewohnte Enge in Panik geratenen Piranhas angegriffen. Sie wurde erst in die Beine gebissen, fiel dann um und wurde schließlich von den Raubfischen skelettiert. Beeindruckt durch dieses blutige Schauspiel ließ er diese Piranhaart Serrasalmus roosevelti (jetzt Pygocentrus nattereri) nennen.
Diese völlig verfälschte Darstellung des Raubverhaltens von Piranhas ging durch die US-Presse und trug maßgeblich zur Legendenbildung bei.
Der Wissenschaftler Philip Street schreibt 1971 in seinem Werk Die Waffen der Tiere:

„Der Menschenhai und der Barracuda sind furchterregende Geschöpfe, aber an rasender Wildheit und Gefährlichkeit für den Menschen kommt nichts, was im Meer schwimmt, einem kleinen, in den Flüssen Südamerikas lebenden Fisch gleich. Das ist der Piranha. Er steht mit Recht im Ruf eines Menschenfressers, obgleich seine Länge selten 17,5 cm übersteigt und 25 cm bilden einen Rekord. Der Tod durch den Hai oder den Barracuda ist meist rasch und, verglichen mit dem Piranha, geradezu gnädig zu nennen. Jeder Mensch und jedes Tier, denen das Unglück widerfährt, an einer von diesem blutdürstigen Fisch heimgesuchten Stelle in den Fluss zu fallen, wird buchstäblich bei lebendigem Leibe aufgefressen, Hunderte erscheinen aus dem Nichts, und das Fleisch des Opfers wird in Zehntausenden kleiner Bisse abgefressen, bis nichts übrigbleibt als das nackte Skelett. Das grausige Werk ist kurz. Bei einer neueren Untersuchung wurde der Kadaver eines Schweines von 400 Pfund in einen Fluss herabgelassen, von dem man wußte, dass er von Piranhas wimmelte. Nach 10 Minuten waren nur noch die Knochen übrig. So klein er ist, besitzt der Piranha ein unglaublich scharfes Gebiß, mit dem er einen Finger samt Knochen auf einmal glatt durchbeißen kann. Gewöhnlich ist der Piranha ein geruhsamer Fisch, doch das Erscheinen des Opfers scheint ihn in eine Art von Raserei zu versetzen, und es ist nicht der Hunger allein, der ihn treibt. Lange nachdem sie sich sattgefressen haben, fahren sie mit ihren wütenden Angriffen fort, bis auch nicht das geringste bißchen Fleisch mehr übrig ist; die Abfälle häufen sich am Boden des Flusses, bis die Strömung sie wegschwemmt. Kein Lebewesen entgeht ihrer Aufmerksamkeit, auch keines der eigenen Gattung, und es ist unmöglich, mehr als einen von ihnen in einem Aquarium zu halten.“

## Besonderheiten

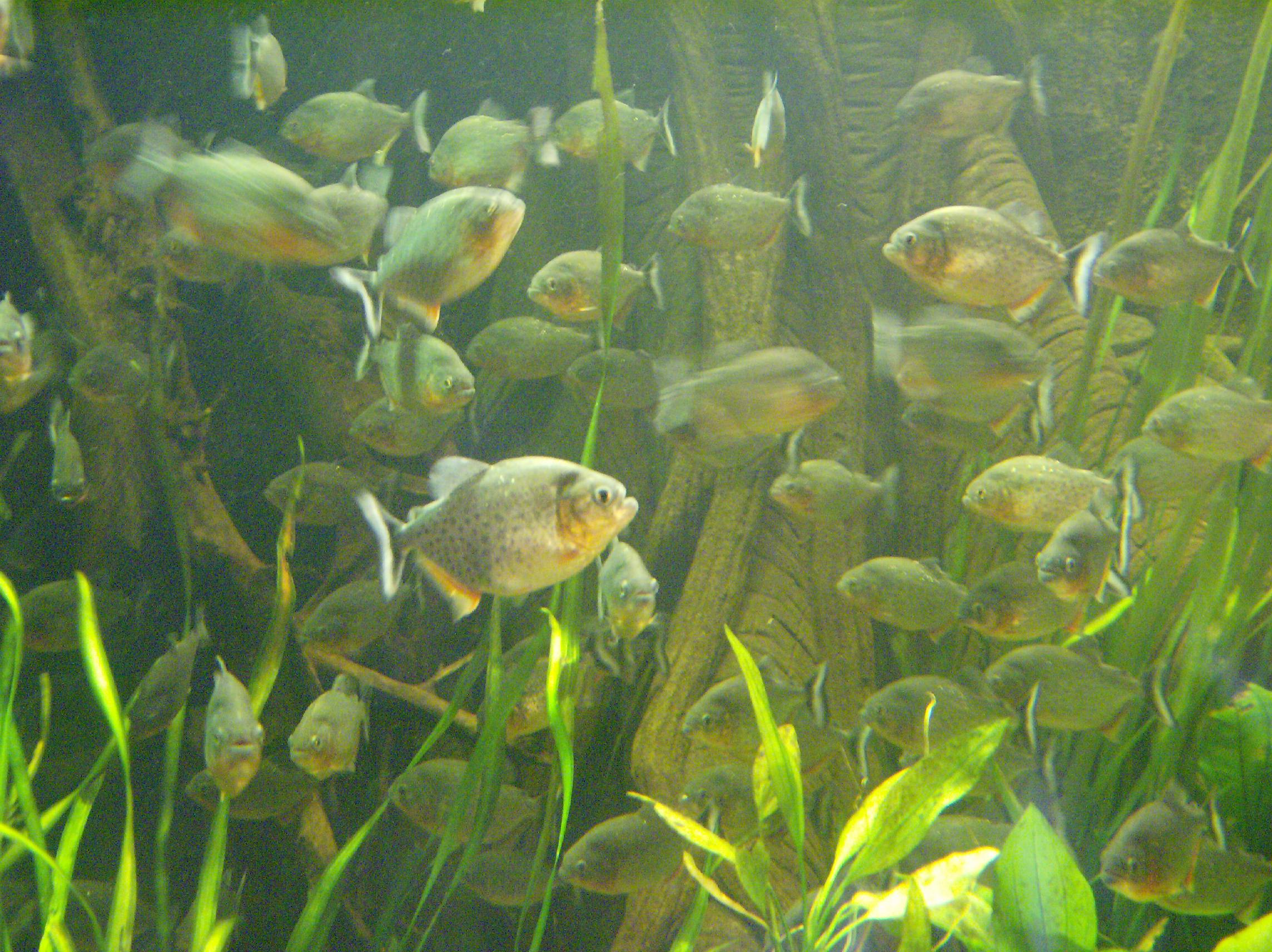
Piranhas im Zoo

Eine besondere Eigenschaft der Piranhas ist ihre extrem schnelle Wundheilung. Diese ist für die Piranhas besonders vorteilhaft, da sie sich oft gegenseitig verletzen, wenn sie über Beute herfallen. Auch angebissene Schwanz- und Rückenflossen wachsen innerhalb kurzer Zeit wieder vollständig nach.
Um einer Verschleppung in einheimische Gewässer vorzubeugen, ist die Haltung des Piranhas in den Vereinigten Staaten verboten. Im Gegensatz zu den Vereinigten Staaten wird der Piranha in Südamerika sehr verehrt (siehe unten) und liebevoll Carabito oder Caribe genannt, was so viel wie Kannibale bedeutet.

## Sonstiges

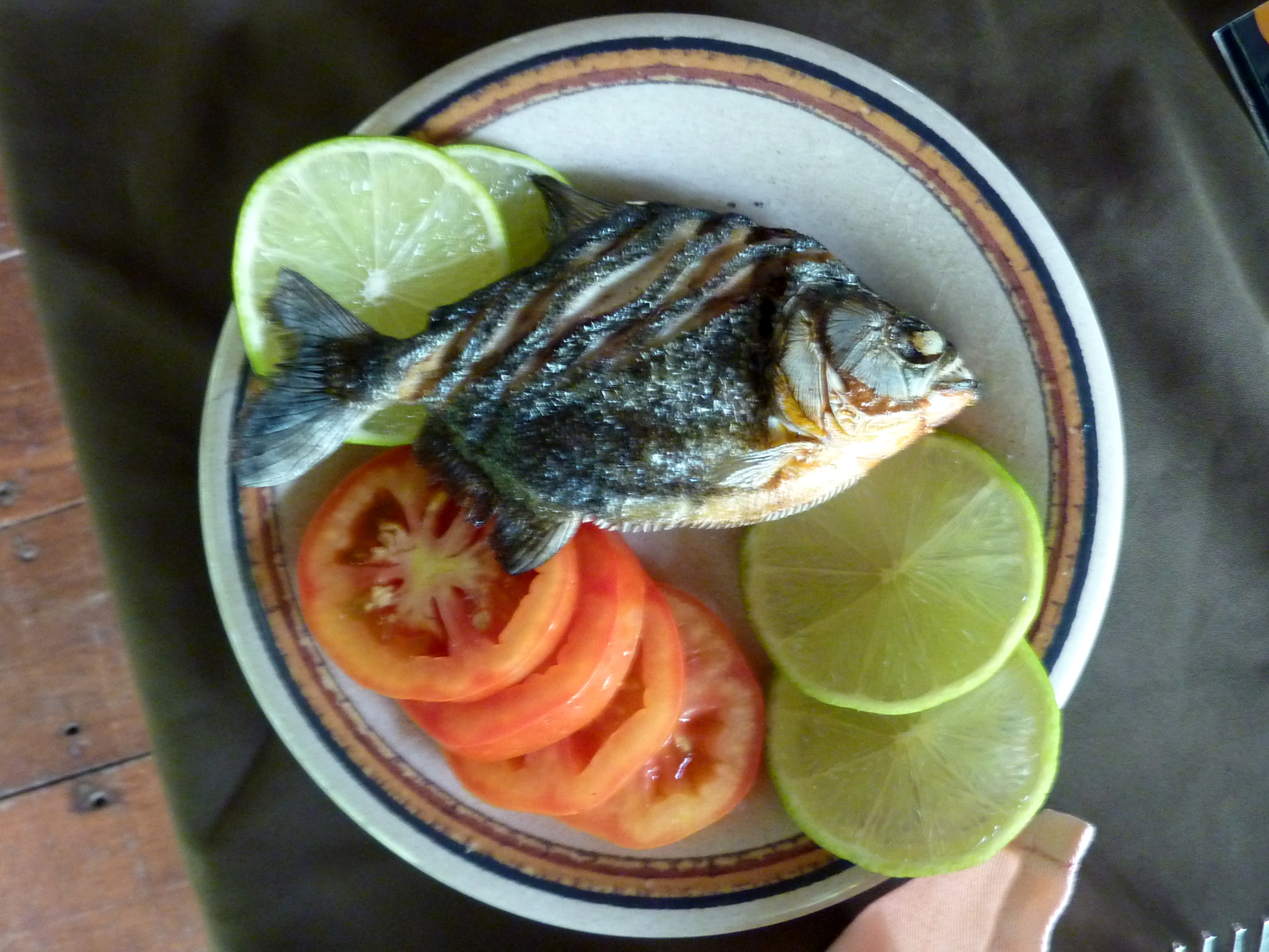
Gegrillter Piranha

- Bei verschiedenen südamerikanischen Ureinwohnern ist der Piranha ein beliebter Speisefisch.
- Bei einigen indigenen Ethnien ist es Brauch, nur die Skelette der Toten zu begraben. Dazu werden die Verstorbenen für kurze Zeit an einem Seil ins Wasser gehängt, um als Aasfutter für die Piranhas zu dienen.
- Piranhas sind sehr resistent gegenüber Krankheiten, so dass sie problemlos kranke Tiere vertilgen können, was ihre wichtige Rolle im Ökosystem ihres Habitats unterstreicht.